# Acacio Agatangelo
Acacio di Antiochia, noto anche come Agatangelo e Taumaturgo, (in greco antico Ἀκάκιος e in latino Acacius; ... – 31 marzo 251), è un martire venerato come santo.
Erroneamente indicato come vescovo di Melitene, confuso con un suo omonimo del quinto secolo, e, senza prove, vescovo di Antiochia di Pisidia. Fu martire sotto l'imperatore romano Decio.
La sua memoria ricorre il 31 marzo.